# あかひげ先生!ズバリ解決
あかひげ先生!ズバリ解決（あかひげせんせいズバリかいけつ）とは、東海ラジオ放送で放送されていたラジオ番組。2018年4月24日をもって終了した。あかひげ薬局の一社提供。

## 放送時間
プロ野球シーズン中（Hit's Todayの番組に内包）
2007年（平成19年）・2008年（平成20年）
- 毎週火曜日・21:30頃 - 21:40頃

2009年（平成21年）
- 毎週火曜日・21:21 - 21:30

プロ野球シーズンオフ
過去
- 毎週火曜日・21:30 - 21:40

2010年（平成22年）
- 毎週火曜日・21:20 - 21:30

## 出演者
- 古池真由美（現・旭堂鱗林）〔番組内でのキャッチコピーは、「恋の妄想族」（以前は「イケイケの30代」だった）〕
- あかひげ先生（本名・内原茂樹）

過去に天野良春や雷門幸福が仮名で出演、あかひげ先生への質問コーナーで赤ひげ先生に質問をしたことがある。

## コーナー
現在
- 解決秘訣あかひげ先生 … リスナーから性に関する質問を募集・毎週ひとつの質問にあかひげ先生が答えられる範囲で答えていく。なおメッセージ採用者には「モテモテTシャツ」がプレゼントされる。
- あかひげポケット … あかひげ薬局に陳列してある商品から一つをあかひげ先生が紹介。
- 突撃赤ひげ1分講談 … 2011年（平成23年）1月4日からスタートしたコーナー。古池が、赤ひげ薬局に並ぶ商品などを題材に、1分間の講談を披露する。

過去
- ハッスルトピックス! … 日本・世界中から性に関するニュース・話題、またはちょっとエッチな話題をひとつ取り上げ、あかひげ先生と古池真由美が話を展開していく。2008年秋の番組改編とともに終了。
- あかひげ30秒1本勝負 … 2008年秋の番組改編から2010年3月まで放送されたコーナー。毎週どこかのあかひげ薬局全店舗の店長と電話をつなぎ、30秒でお店のPRを紹介。ただし30秒になると宣伝が続いていてもシャッターが閉まるような音と古池の「そこまで!」の一言で声がシャットアウト（同時に戸が閉まるような音が入る）される。紹介前後にはあかひげ先生の店舗の紹介や関連する話をする。
- Mr.赤ひげは私だ … 2010年4月からスタートした。内容は、毎週1人の赤ひげ薬局・薬店の店長が電話で出演・古池から出題される問題に答えていく。なお初回放送分では、サービスという事で、ヒントが与えられた。なおこのコーナーでは、コーナータイトルを含め、効果音で曲のワンフレーズ（例：タイトル部分の『あんたが大将!』というところは、海援隊の「あんたが大将」の一部分を使用）が多用されている。

## オープニング&エンディング曲
- ハッスル（ヴァン・マッコイ）

## その他
- オープニングで古池が「せい」とつく言葉を話す（例・「精」一杯 など）
- 一応番組スポンサーはあかひげ薬局となっているが、「あかひげポケット」や2008年秋からスタートした「あかひげ30秒1本勝負」が放送されているためかCMは放送されない。
- コーナーの合間には、古池の声にエコーをかけたジングルが放送される。